# Titularbistum Paros
Paros  (ital.: Paro (Parus)) ist ein Titularbistum der römisch-katholischen Kirche. 
Es geht zurück auf ein früheres Bistum auf der griechischen Insel Paros in der Ägäis, die in der Antike zur römischen Provinz Asia bzw. in der Spätantike Insulae gehörte. Das Bistum gehörte der Kirchenprovinz Rhodos an.
| Titularbischöfe von Paros |                                  | |                    |                 |
| Nr.                       | Name                             | Amt | von                | bis             |
| 1                         | Giovanni Thomas Gallarati        | | 30. März 1772      |                 |
| 2                         | Karl Klemens Freiherr von Gruben | 1. Juni 1795 – 11. August 1825 Weihbischof in Osnabrück, 26. Juli 1801 – 24. Dezember 1824 Weihbischof in Köln (Deutschland) | 1. Juni 1795       | 11. August 1825 |
| 3                         | Annibale Fantoni OFM             | | 19. September 1848 |                 |
| 4                         | Francis-Xavier Gsell MSC         | Altbischof von Darwin (Australien)                                                                                           | 10. November 1948  | 12. Juli 1960   |
| 5                         | Francesco Bertoglio              | Weihbischof in Mailand (Italien)                                                                                             | 1. September 1960  | 6. Juli 1977    |